# Polistes riparius
Polistes riparius är en getingart som beskrevs av Sk. Yamane och Soi.Yam. 1987. Polistes riparius ingår i släktet pappersgetingar, och familjen getingar. Inga underarter finns listade i Catalogue of Life.